# Muscat și Oman
Muscat și Oman (în arabă سلطنة مسقط وعمان, transliterat Salṭanat Masqaṭ wa-‘Umān), era un sultanat situat în sud-estul Arabiei și pe coastele orientale ale Africii (Zanguebar / Coasta Swahili) din 1856 până în 1970. Actualul sultanat Oman îi este moștenitor.

## Istorie

Extinderea maximă a Imperiului Muscat și Oman în secolul al XIX-lea. Influența în Africa se limita în realitate la Agențiile comerciale de pe coastă, de cultură swahili.

La crearea sa, în 1856, Muscat și Oman se întindea în sud-estul Arabiei și de-a lungul coastelor orientale ale Africii, din actuala Somalie până în Zanzibar: era centrul unui veritabil imperiu colonial, a cărui influență reală mergea din Belucistan, la nordul actualului Mozambic, îmbogățit prin comerțul de sclavi și de mirodenii. La 6 aprilie 1861, și-a pierdut integralitatea posesiunilor africane, când Sultanatul Zanzibar a obținut independența, sprijinit fiind de Anglia și de Franța. În urma abolirii sclaviei și a comerțului de sclavi în imperiile britanic și francez, principalii importatori de sclavi, sultanatul a suferit un puternic declin economic care s-a resimțit până în demografie (între 1850 și 1870, Muscat a trecut de la 55.000 la 8.000 de locuitori). Sultanatul a fost plasat în final, în fapt, sub protectorat britanic din 1891 până în 1970, păstrându-și, cu numele, independența. În 1970, sultanul Qabus ibn Said a ajuns la putere și a reorganizat țara, îndeosebi schimbându-i numele, mai simplu: Oman, iar Muscat rămânând capitala țării.